# Valiente (album)
Valiente è il quattordicesimo album in studio della cantante messicana Thalía, pubblicato il 9 novembre 2018 da Sony Music Latin. L'album contiene la hit No me acuerdo, che ha raggiunto la prima posizione in molti paesi dell'America Latina.

## Descrizione
Il disco è stato prodotto da Thalia, Alex Gallardo e co-prodotto da Armando Avila. La produzione esecutiva è stata affidata a Tommy Mottola. Il progetto mostra l'evoluzione musicale dell'artista, passando dal pop latino ai ritmi urbani, e conta importanti collaborazioni come quella con Fonseca, Natti Natasha, Carlos Rivera e il gruppo musicale Gente de Zona. La cantante spiega che il titolo "Valiente" si riferisce alle persone che hanno un carattere deciso, che affrontano le situazioni difficili e pericolose con coraggio, audacia, forza, riuscendo, così, a superarle.

## Tracce
Crediti adattati da Tidal.
1. No me acuerdo (feat. Natti Natasha) – 3:37 (testo: Frank Santofimio, Jonathan Leone, Mario Cáceres, Óscar Hernández, Yasmil Marrufo, Juan G. Rivera Vázquez, Oscar Hernández – musica: Santofimio, Leone, Caceres, Oscarcito, Marrufo)
2. Lindo pero bruto (feat. Lali) – 2:57 (testo: Edgar Barrera, Hernández, Jesús Humberto "DalePlay" Herrera, Andrés Castro, Patrick Ingunza – musica: Thalía Sodi, Barrera, Castro, Armando Ávila, Oscarcito, Tommy Mottola, DalePlay, Patrick Romantik)
3. Lento (feat. Gente de Zona) – 3:36 (testo: Castro, Julio Reyes Copello, Barrera, Leone, Alexander Delgado, Jorge Luis Chacín, Omar Alfanno, Randy Malcom, Sergio George – musica: George)
4. Sube, sube (feat. Fonseca) – 3:32 (testo: Servando Primera, Marrufo, Andy Clay, Andrés Castro – musica: Primera, Marrufo)
5. Tú me sientas tan bien (feat. DABRUK) – 3:04 (testo: José Luis de la Peña, Liza Quintana, María Josefa Fernández, Bruno Nicolas Fernández "Dabruk", David Augustave – musica: Dabruk)
6. Vamos órale – 3:02 (testo: Sodi, Primera, Cáceres, George – musica: Andy Clay)
7. Ahí (feat. Ana Mena) – 2:48 (testo: Daniel Echavarría Oviedo – musica: Ovy On The Drums)
8. Corazon valiente – 3:03 (testo: Daniel Giraldo, Sodi, Salomón Villada Hoyos, Andrés Restrepo, Johan Esteban Espinosa "Jowan", Alejandro Patiño "Mosty" – musica: Jowan, Mosty)
9. Que ironía (feat. Carlos Rivera) – 4:11 (testo: Primera, Sodi, Marrufo, Cáceres – musica: Mottola, Cáceres, Marrufo, Sodi, Ávila, Primera)
10. Por amor al arte – 3:55 (testo: Iván Guevara Lozano – musica: Ávila)
11. Ay amor (feat. El Micha) – 3:09 (testo: Bigram Zayas, Sodi, Jorge Gómez, José C. García, Michael Fernando Sierra Miranda, Bilal Hajji, George, Yulien Oviedo – musica: DVLP, Gómez, IAmChino, George)
12. Vikingo – 3:11 (testo: Espinosa, Restrepo, Hoyos, Sodi, Giraldo, Patiño – musica: Jowan, Mosty)
13. Me oyen, me escuchan (Bonus track) – 2:42 (testo: Sodi – musica: Jesús Alejandro Núñez Medina)

Durata totale: 42:47

## Classifiche
| Paese                        | Posizione più alta |
| ---------------------------- | ------------------ |
| Argentina                    | 12                 |
| Messico                      | 2                  |
| Spagna                       | 20                 |
| Stati Uniti Latin Pop Albums | 1                  |